# Réservoir Allegheny
Pour les articles homonymes, voir Allegheny.
Le réservoir Allegheny (en anglais : Allegheny Reservoir) est un lac de barrage américain dans les comtés de Warren et McKean, en Pennsylvanie, et le comté de Cattaraugus, dans l'État de New York. Formé par le barrage Kinzua à une altitude de 404 m, il est partiellement protégé dans la forêt nationale d'Allegheny.